# Berlín, Honduras
Berlín är en ort i Honduras.   Den ligger i departementet Departamento de Santa Bárbara, i den västra delen av landet, 160 km nordväst om huvudstaden Tegucigalpa. Berlín ligger 1 091 meter över havet och antalet invånare är 1 050.
Terrängen runt Berlín är kuperad. Runt Berlín är det ganska tätbefolkat, med 166 invånare per kvadratkilometer. Närmaste större samhälle är Lepaera, 10,5 km sydväst om Berlín.  